# Ryu (ものまねタレント)
Ryu（リュウ、1974年4月26日 - ）は、日本のものまねタレント、政治家。国民民主党所属の茨城県取手市議会議員（4期）。本名および市議会議員として活動する際の名義は山野井 隆（やまのい たかし）。

## 来歴
茨城県取手市出身。取手市立白山小学校・取手市立取手第二中学校・土浦日本大学高等学校・日本大学法学部法律学科卒業。大学在学中からテレビのものまね番組に出演。テレビ初出演となった『全日本そっくり大賞』でツートン青木（当時は青木努）、原口あきまさ等のメンバーを相手にグランプリを獲得。当時21歳での優勝はものまね番組では史上最年少である。
大学卒業後、不動産会社の営業マンとして働いていた素人時代にもフジテレビの『発表!日本ものまね大賞』に出場し、久保田利伸の『LA・LA・LA LOVE SONG』を披露した。
その数年後、日本テレビの『ものまねバトル』に出演し、ジョニー志村やゆうぞうと土浦ーズを結成し 番組終了まで出演した。現在はTBS特番『爆笑!ものまねウォーズ』に出演中。
2002年には茨城県土浦市にあるショーパブ『歌芸夢者』を創設し、初代座長として、アントキの猪木ら多数のテレビタレントの発掘・育成に努め、プロデューサーとしての能力を開花させた。
2008年1月に取手市議会議員選挙に初当選。以後、2020年まで4期連続当選。
東日本大震災後は被災地への慰問を積極的に行い、その模様が毎日新聞・茨城新聞にも掲載された。

## ものまねレパートリー
- 秋川雅史
- ASKA
- ATSUSHI
- 稲垣潤一
- 岡野昭仁
- 織田裕二
- 影山ヒロノブ
- カルロス・トシキ
- 河口恭吾
- 久保田利伸
- GReeeeN
- ゴスペラーズ
- 小林幸子
- コブクロ
- 沢田研二
- SEAMO
- JAY'ED
- 清水翔太
- ジャミロクワイ
- 新庄剛志
- スガシカオ
- 杉山清貴
- スティーヴィー・ワンダー
- 田中昌之
- 高杢禎彦
- DJ OZMA（綾小路翔）
- DEEN
- 徳永英明
- 中西圭三
- 中西保志
- バックストリート・ボーイズ
- 林田健司
- 氷川きよし
- 氷室京介
- ペ・ヨンジュン
- 前田亘輝
- 槇原敬之
- 美空ひばり
- 光永亮太
- 森進一
- 森山直太朗
- 米良美一
- 山口達也
- 山下達郎
- 米倉利紀
- 笠浩二

ほか

## 出演番組
- 全日本そっくり大賞
- 発表!日本ものまね大賞（フジテレビ）
- ものまねバトル（日本テレビ、2004年春 - 2009年新春）
- ものまねグランプリ（日本テレビ、2009年春・秋）
- 爆笑!ものまねウォーズ（TBS、2011年春）
- ＦＭ84.2つくばコミュニティ放送